# The Electric Flag
The Electric Flag, formada em 1967, foi uma banda de blues, rock psicodélico e soul formada pelo guitarrista Mike Bloomfield, o tecladista Barry Goldberg e o baixista Harvey Brooks. Bloomfiled formou o Electric Flag após sua saída da The Butterfield Blues Band. O grupo teve seu auge em 1968 com o lançamento de A Long Time Coming, uma fusão de rock, jazz e R&B que obteve boas colocações nas paradas de álbuns pop da Billboard. A primeira gravação do Flag foi uma trilha sonora para The Trip, um filme sobre o vicio de LSD escrito por Jack Nicholson, dirigido por Roger Corman e com Peter Fonda no papel principal.

## Discografia

### Trilha sonora
- The Trip (1967)

### Álbuns
- A Long Time Comin' (1968) (com Bloomfield e Goldberg)
- The Electric Flag: An American Music Band (1968) (por Buddy Miles, depois que Bloomfield e Goldberg saíram do grupo)
- The Band Kept Playing (1974) (registro de uma reunião dos ex-integrantes)
- Old Glory: Best of the Electric Flag (1995) (coletânea, com outtakes e seleções da aparição do grupo no Festival Pop de Monterey)
- Groovin' Is Easy (1983), The Electric Flag: Live (2000), I Found Out (2000), Funk Grooves (2003) (o mesmo material com nomes diferentes, com outtakes da reunião de 1974 e registros ao vivo da banda original em 1968)